# Jingle (протокол)
Jingle — універсальний сигнальний протокол для XMPP. У його функції не входить сама передача даних, а тільки організація з'єднання — т. зв. «рукостискання». Іншими словами, два клієнта, використовуючи Jingle, обмовляють адреси, порти, тип переданих даних, кодеки, тип каналу, використовувані транспорти і іншу інформацію, необхідну для встановлення з'єднання, по якому вже буде відбуватися безпосередня передача даних.
Офіційна назва стандарту — XEP-0166. На початок червня 2010 року Остання версія протоколу — 1.1 (від 23 грудня 2009 року).

## Клієнти, що використовують Jingle
- Asterisk
- Coccinella
- Empathy
- FreeSWITCH
- Gajim (експериментальна підтримка)
- Google Talk
- Jabbin (2.0 beta2)
- Kopete (починаючи з версії 0.12)
- Miranda IM (з використанням плагіна JGTalk і mediastreamer2)
- Nimbuzz
- Pidgin (з версії 2.6.0)
- Psi (відновлена підтримка у версії 0.13)
- QIP Infium (починаючи з версії 9032)
- Jitsi
- Talkonaut
- Telepathy Gabble